# Azteca tonduzi
Azteca tonduzi är en myrart som beskrevs av Auguste-Henri Forel 1899. Azteca tonduzi ingår i släktet Azteca och familjen myror.

## Underarter
Arten delas in i följande underarter:
- A. t. columbica
- A. t. tonduzi